# Ozodicera
Ozodicera är ett släkte av tvåvingar. Ozodicera ingår i familjen storharkrankar.

## Dottertaxa tillOzodicera, i alfabetisk ordning[1]
- Ozodicera apicalis
- Ozodicera attenuata
- Ozodicera biaculeata
- Ozodicera bimaculata
- Ozodicera bispinifer
- Ozodicera carrerella
- Ozodicera caudifera
- Ozodicera cinereipennis
- Ozodicera corrientesana
- Ozodicera cygniformis
- Ozodicera duidensis
- Ozodicera effecta
- Ozodicera eliana
- Ozodicera epicosma
- Ozodicera eurystyla
- Ozodicera extensa
- Ozodicera fumipennis
- Ozodicera gracilirama
- Ozodicera gracilis
- Ozodicera griseipennis
- Ozodicera guianensis
- Ozodicera idiostyla
- Ozodicera jesseana
- Ozodicera lanei
- Ozodicera longimana
- Ozodicera longisector
- Ozodicera macracantha
- Ozodicera multiermis
- Ozodicera neivai
- Ozodicera nigromarginata
- Ozodicera noctivagans
- Ozodicera panamensis
- Ozodicera pectinata
- Ozodicera perfuga
- Ozodicera phallacantha
- Ozodicera piatrix
- Ozodicera placata
- Ozodicera pumila
- Ozodicera schwarzmaierana
- Ozodicera septemtrionis
- Ozodicera simplex
- Ozodicera spilophaea
- Ozodicera striatipennis
- Ozodicera strohmi
- Ozodicera subvittata
- Ozodicera superarmata
- Ozodicera telestyla
- Ozodicera terrifica
- Ozodicera thaumasta
- Ozodicera triguttata
- Ozodicera tripallens
- Ozodicera trispinifer
- Ozodicera umbrifera
- Ozodicera witteana
- Ozodicera xanthostoma
- Ozodicera zikaniana